# Laurent Fourrier
Pour les articles homonymes, voir Fourrier (homonymie).
Ne pas confondre avec le footballeur Laurent Fournier
Laurent Fourrier, né le 11 novembre 1965 à Ay dans le département de la Marne et mort le 22 mars 1988 à Reims, est un footballeur français.

## Biographie
Membre de l'équipe de France juniors championne d'Europe en 1983 avec des joueurs comme Laurent Fournier, Stéphane Paille, Bertrand Reuzeau ou Thierry Fernier, Laurent Fourrier dispute un match en première division avec les Girondins de Bordeaux alors qu'il n'avait pas 18 ans mais il est contraint de stopper son parcours professionnel en raison d'un cancer.
Fourrier joue ensuite pour l'US Valenciennes-Anzin, le CO Saint-Dizier et le CO Châlons-sur-Marne mais la maladie finit par l'emporter le 22 mars 1988 alors qu'il est âgé de 22 ans.
Le stade de son club formateur, l'US Avize, dans la Marne, porte son nom.